# USS Frank Knox (DD-742)
USS Frank Knox (DD-742) là một tàu khu trục lớp Gearing được Hải quân Hoa Kỳ chế tạo vào giai đoạn cuối Chiến tranh Thế giới thứ hai. Nó là chiếc tàu chiến duy nhất của Hải quân Mỹ được đặt theo tên Bộ trưởng Hải quân Frank Knox (1874-1944). Hoàn tất khi chiến tranh đã sắp kết thúc, con tàu tiếp tục phục vụ trong giai đoạn Chiến tranh Lạnh, Chiến tranh Triều Tiên và Chiến tranh Việt Nam cho đến khi xuất biên chế năm 1971. Nó được chuyển cho Hy Lạp và tiếp tục phục vụ cùng Hải quân Hy Lạp như là chiếc Themistoklis (D-210) cho đến năm 1992. Cuối cùng nó bị đánh chìm như một mục tiêu vào năm 2001.

## Thiết kế và chế tạo
Frank Knox được đặt lườn tại xưởng tàu của hãng Bath Iron Works ở Bath, Maine vào ngày 8 tháng 5 năm 1944. Nó được hạ thủy vào ngày 17 tháng 9 năm 1944 và nhập biên chế vào ngày 11 tháng 12 năm 1944.

## Lịch sử hoạt động

### USSFrank Knox
Frank Knox lên đường đi sang khu vực Mặt trận Thái Bình Dương vào giữa tháng 6, 1945 để tham gia các đợt không kích cuối cùng từ tàu sân bay xuống các đảo chính quốc Nhật Bản trong thành phần Lực lượng Đặc nhiệm 38. Trong trận Okinawa, nó đã phục vụ như tàu cột mốc radar canh phòng nhằm cảnh báo sớm các đợt không kích của không quân đối phương và dẫn đường cho những máy bay tiêm kích tuần tra chiến đấu trên không ngăn chặn. Chiếc tàu khu trục đã có mặt trong vịnh Tokyo khi Nhật Bản chính thức đầu hàng vào ngày 2 tháng 9, và nó tiếp tục ở lại khu vực Viễn Đông cho đến đầu tháng 2, 1946. Sau đó nó còn có những đợt biệt phái sang khu vực Tây Thái Bình Dương vào cuối những năm 1940, và được xếp lại lớp như một tàu khu trục cột mốc radar với ký hiệu lườn DDR-742 vào ngày 18 tháng 3, 1949.

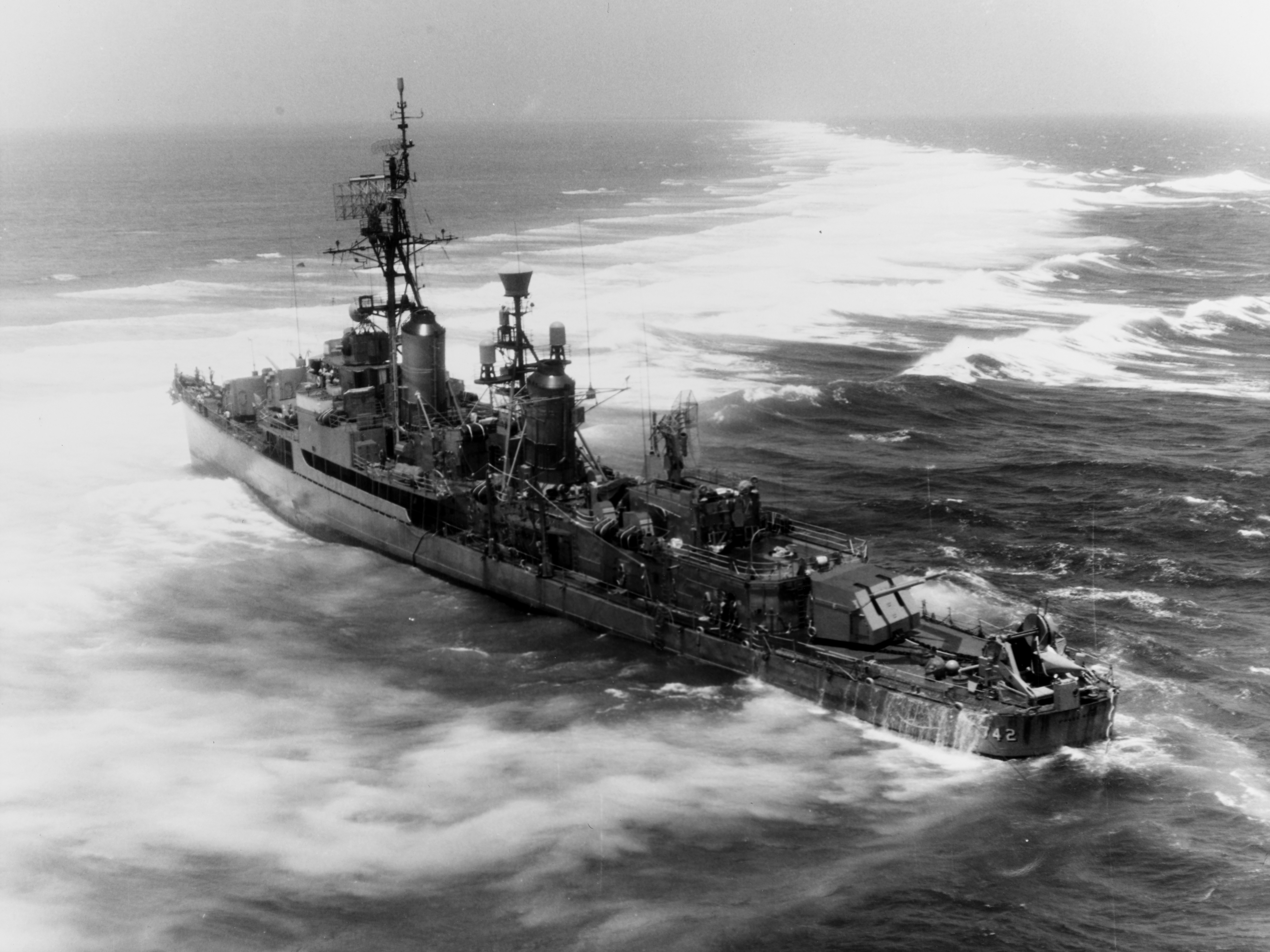
Frank Knox bị mắc cạn tại dãi san hô quần đảo Đông Sa, 1965.

Do sự kiện Chiến tranh Triều Tiên bùng nổ do việc lực lượng Bắc Triều Tiên tấn công xuống lãnh thổ Nam Triều Tiên vào ngày 25 tháng 6, 1950, Hải quân Hoa Kỳ phải huy động mọi lực lượng sẵn có để can thiệp; vì vậy Frank Knox lên đường vào đầu tháng 7, 1950, vượt Thái Bình Dương để đi sang khu vực xung đột. Trong lượt hoạt động kéo dài sang tận năm 1951 này, nó từng hỗ trợ cho cuộc đổ bộ lên Inchon, tham gia bắn phá các mục tiêu đối phương dọc bờ biển cũng như tuần tra tại eo biển Đài Loan. Chiếc tàu khu trục còn được phái sang hoạt động trong Chiến tranh Triều Tiên thêm hai đợt vào các năm 1952 và 1953; rồi sau đó thường xuyên được cử sang hoạt động cùng Đệ Thất hạm đội tại khu vực Tây Thái Bình Dương.
Vào năm 1960-1961, Frank Knox được nâng cấp trong khuôn khổ Chương trình Hồi sinh và Hiện đại hóa Hạm đội (FRAM II: Fleet Rehabilitation and Modernizatiion), khi nó được nâng cấp hệ thống radar cùng những thiết bị tiên tiến khác. Nó được phái đến Viễn Đông từ cuối năm 1961 đến giữa năm 1964, rồi quay trở về nhà ngang qua Australia và vùng Nam Thái Bình Dương. Lại được phái sang Viễn Đông vào tháng 6, 1965, nó phục vụ một thời gian ngắn ngoài khơi Việt Nam, hỗ trợ hải pháo cho cuộc chiến trên bộ và tuần tra chống xâm nhập trong khuôn khổ Chiến tranh Việt Nam. Đang khi di chuyển tại khu vực phía Bắc biển Đông vào ngày 18 tháng 7, nó mắc tai nạn mắc cạn tại một dãi san hô ngầm tại quần đảo Đông Sa, và chỉ được giải thoát sau những nỗ lực cứu hộ khó khăn. Cho dù con tàu chịu đựng những hư hại nghiêm trọng và đã khá cũ, khả năng chỉ huy và kiểm soát của nó đáng giá để được sửa chữa triệt để, và công việc được thực hiện tại căn cứ ở Yokosuka, Nhật Bản trong năm tiếp theo.
Frank Knox gia nhập trở lại hạm đội vào tháng 11, 1966, tiếp nối nhịp điệu được biệt phái hàng năm sang phục vụ tại Viễn Đông cùng Đệ Thất hạm đội, và thường xuyên tham gia c8ac hoạt động tác chiến tại Việt Nam. Nó quay trở lại ký hiệu lườn ban đầu DD-742 vào đầu năm 1969, hoàn tất lượt bố trí hoạt động sau cùng vào tháng 11, 1970 và được cho xuất biên chế vào cuối tháng 1, 1971.

### Themistoklis(D210)
Frank Knox được rút tên khỏi danh sách Đăng bạ Hải quân vào ngày 3 tháng 2, 1971, và được chuyển cho Hy Lạp cùng ngày hôm đó. Con tàu tiếp tục hoạt động cùng Hải quân Hy Lạp như là chiếc Themistoklis (D210), tên được đặt theo Themistocles, nhà chính trị gia và tướng lĩnh Hy Lạp cổ đại. Nó tiếp tục phục vụ thêm hai thập niên nữa, trước khi ngừng hoạt động vào năm 1992. Nó bị đánh chìm như một mục tiêu bởi ngư lôi phóng từ tàu ngầm Nireus (S-111) vào ngày 12 tháng 9, 2001.